# Lucasioides minakatai
Lucasioides minakatai là một loài chân đều trong họ Trachelipodidae. Loài này được Nunomura miêu tả khoa học năm 2003.